# Opisthacanthus lavasoa
Espèce
Opisthacanthus lavasoa est une espèce de scorpions de la famille des Hormuridae.

## Distribution
Cette espèce est endémique d'Anôsy à Madagascar. Elle se rencontre dans la forêt de Grande Lavasoa.

## Description
Le mâle holotype mesure 69,6 mm.

## Étymologie
Son nom d'espèce lui a été donné en référence au lieu de sa découverte, Lavasoa.

## Publication originale
- Lourenço, Wilme & Waeber, 2016 : One more new species of Opisthacanthus Peters, 1861 (Scorpiones: Hormuridae) from the Lavasoa forest, sout-heastern Madagascar. Revista Ibérica de Aracnología, no 29, p. 9-17 (texte intégral).